# Associated Students of Washington State University
Az Associated Students of the Washington State University a Washingtoni Állami Egyetem pullmani campusán működő hallgatói önkormányzat. A szervezet választásait a tavaszi szünetet megelőző szerdán tartják.

## Szervezeti felépítés
A hallgatói önkormányzat egy irányító és egy szabályozó testületből, valamint egy bírói és egy választási bizottságból áll.
Az irányító testület az elnökből, alelnökből és az őket kiegészítő bizottságok (például kommunikációs és hallgatói ügyekért felelős testületek) állnak. A szervezet elnöke jelenleg Quinton Berkompas, alelnöke pedig Jhordin Prescott.
A szabályozó testület 21 szenátorból áll; 18-an az egyes főiskolákat képviselik, ketten az elsőéves hallgatókat, egy személy pedig az adminisztratív teendőket látja el.
A bírói testület hét, alapképzésben résztvevő hallgatóból áll, az ő feladatuk a szervezet alapszabályának és rendeleteinek elfogadása. A bizottság vezetője felel a hallgatói önkormányzat tagjai közti békítésért és a szervezet integritásáért. A választási bizottság feladata a voksolás lebonyolításán felül a vitafórumok megszervezése.
Az önkormányzaton belül tizenegy programbizottság (például fekete hallgatók uniója, valamint nemzetközi hallgatók tanácsa) is működik.